# 几内亚比绍国旗
几内亚比绍国旗启用于1973年9月24日，即该国脱离葡萄牙殖民统治之日。该旗帜纵横比例为1：2，由泛非颜色组成：左侧竖条为红色、右上横条为黄色、右下横条为绿色，一颗黑色五角星置于红色竖条中央。
这面国旗的设计风格受到了加纳国旗影响，所选用色彩具有如下的意义：红色代表反葡萄牙殖民主义烈士们的鲜血；黄色代表几内亚比绍丰富矿物资源；绿色代表几内亚比绍广阔的森林和农田。

## 相关旗帜

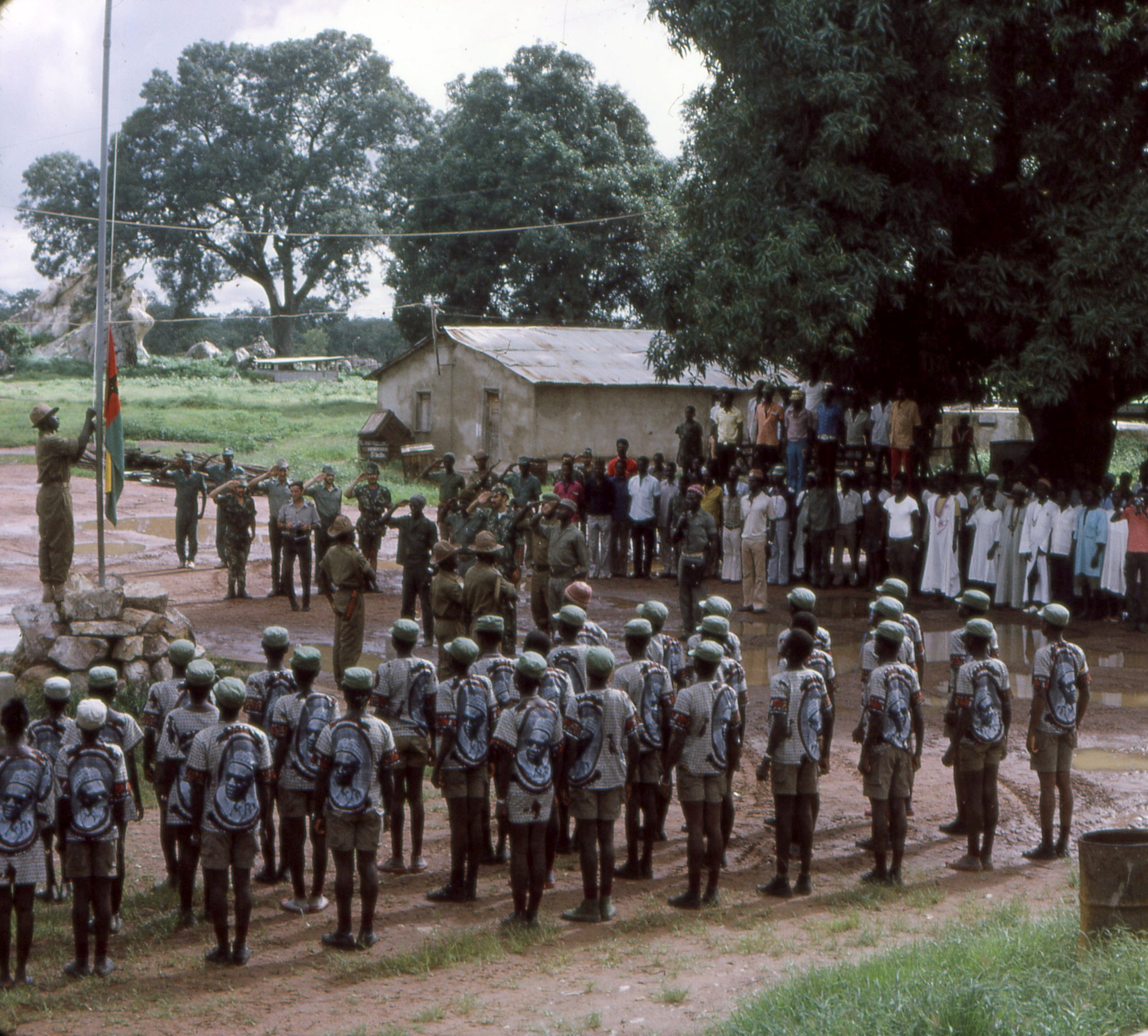
1974年，几内亚比绍国旗在首都比绍的军营中准备升起

葡属几内亚建议旗帜 (1965年)
几内亚和佛得角非洲独立党党旗，也是今日几内亚比绍国旗的图案来源
几内亚比绍武装部队旗帜